# 硼氢化-氧化反应
在有机化学中，硼氢化-氧化反应是烯烃与硼烷加成，再被氧化生成醇的两步有机化学反应。 氢和羟基通过顺式加成生成顺式产物。硼氢化-氧化反应是一个反马氏反应，羟基加成到取代基较少的碳上。在有机合成中，这是一个常用的反应。
反应一般按如下形式进行：
该反应常用四氢呋喃（THF）作为溶剂，有时也用其他的极性非质子溶剂。它分为两步：在第一步中，甲硼烷（BH3）与双键加成生成烷基硼，称为烯烃的硼氢化反应。第二步中，烷基硼在碱性条件下与过氧化氢作用生成醇，BH2基团被氧化为羟基，这一步称为烷基硼的氧化反应。

## 硼氢化反应
反应中使用的硼烷为乙硼烷（B2H6），常温下以有毒无色气体形式存在。在乙硼烷中，有两个氢原子各以一对电子与两个硼原子成BHB氢桥键（三中心两电子键）。电子的离域使硼原子达到八隅体结构，同时降低了硼的亲电性。由于含有空余的p轨道，乙硼烷是一个强的路易斯酸。由于迅速的二聚反应，并不存在单独的BH3分子。然而，当乙硼烷溶于醚或胺中时，可以形成稳定的配合物，其中氧原子或氮原子作为路易斯碱提供孤对电子与硼形成配位键。这些物质的性质与硼烷相同。BH3的四氢呋喃或乙醚溶液通常比乙硼烷气体使用更方便，因此在实验室中较为常见。
硼烷与烯烃的加成是一个协同反应，双键的断裂与新键的生成同时进行。过渡态理论可以更清楚地显示反应的历程：
由于该含硼基团将被羟基取代，所以第一步是立体决定的一步。硼将加成在与较少取代基相连的碳上。在过渡态中，多取代的碳上带有少量正电荷，类似碳正离子。一般而言，多取代的碳上带正电荷比少取代的碳稳定。如果硼烷进攻另一个多取代的碳，将是少取代的碳带上正电荷，不利于稳定。但有时在空间位阻的影响下，硼烷也会加成到少取代的碳上。
硼烷将继续进行类似的反应直到所有的三个氢原子被烃基所取代，即一分子硼烷可与三分子烯烃进行反应。所以有时使用只有一个氢原子的硼烷（R2BH）进行反应，例如一种被广泛用于硼氢化反应的硼氢化试剂9-BBN，它与烯烃反应有选择性，可以只进攻位阻较小的双键。
硼烷一般与烯烃进行顺式加成，即加到双键的同一边。例如甲基环戊烯与硼烷生成反式产物。 

## 氧化反应
在第二步氧化反应中，过氧根离子进攻硼原子。烷基迁移到氧原子上生成构象保持的产物。

硼烷的过氧化氢处理

炔烃也可进行硼氢化-氧化反应，产物是醛或酮。为使反应停留在与一个硼烷加成的一步，通常使用带有较大取代基的硼烷，如二(二仲异戊基)硼烷。在第二步如果与氯胺反应可得到胺。与溴和碘反应可得到相应的卤代烷。使用甲酸可以得到烷烃。